# Borgsjö församling
Borgsjö församling var en  församling inom Svenska kyrkan i  Härnösands stift i Ånge kommun, Medelpad. Församlingen uppgick 2010 i Borgsjö-Haverö församling.
År 2006 fanns i församlingen 5 143 invånare.

## Administrativ historik
Församlingen har medeltida ursprung.
Församlingen var på 1300-talet moderförsamling i pastoratet Borgsjö och Haverö för att från 1400-talet till 1 maj 1879 vara annexförsamling i pastoratet Torp och Borgsjö som också till 1 mars 1562 omfattade Haverö församling och där församlingen var ett eget pastorat mellan 1667 och 1669. Församlingen utgjorde från 1 maj 1879 till 2002 ett eget pastorat. Församlingen var mellan 1946 och 1974 indelad i två kyrkobokföringsdistrikt: Borgsjö kbfd (220200, 1967–1970 220201 och från 1971 226002) och Ånge kbfd (226000, från 1967 226001). Församlingen bildade med Haverö församling Borgsjö-Haverö pastorat 2002. Församlingen uppgick 2010 i Borgsjö-Haverö församling.
Församlingskod var 226002.

## Kyrkoherdar
| Ämbetstid | Namn                               | Levnadstid | Övrigt                                     |
| --------- | ---------------------------------- | ---------- | ------------------------------------------ |
| 1667–1669 | Andreas Petri Rialinus (Rialenius) |            | Senare komminister i Rödöns församling.    |
| 1890–1900 | Carl Teodor Åberg                  |            | Senare kyrkoherde i Skellefteå församling. |
| 1900–1921 | Olof Arbman                        | 1847–1921  | Kontraktsprost.                            |

## Kyrkor
- Borgsjö kyrka
- Alby kyrka
- Ånge kyrka

## Series pastorum
- 1923–?: Elis Anton Björkman